# Kedungbang
Kedungbang is een bestuurslaag in het regentschap Pati van de provincie Midden-Java, Indonesië. Kedungbang telt 1743 inwoners (volkstelling 2010).